# Upper West
Upper West is een regio van Ghana in het uiterste noordwesten. De regio grenst aan Ivoorkust (west), Burkina Faso (noord), de regio Upper East (oost) en de regio Northern (zuid). De inwoners zijn overwegend islamitisch. De hoofdstad is Wa.

## Districten

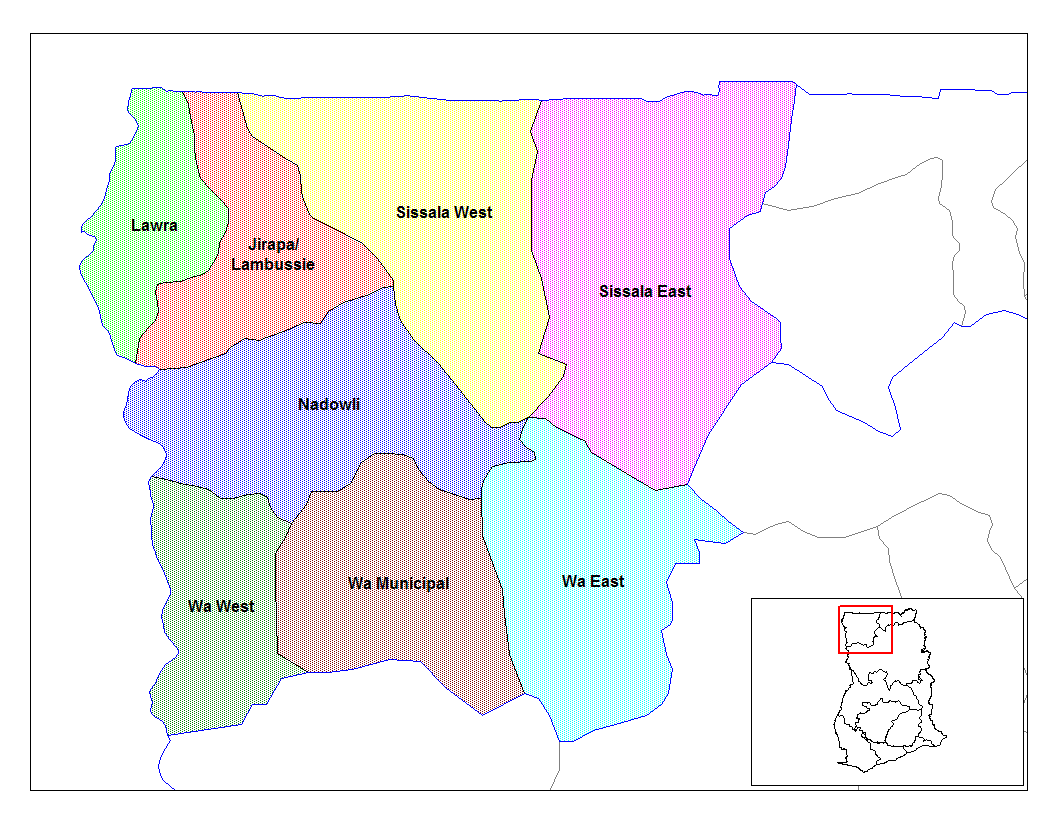
Districten van de regio Upper West

De regio Upper West is ingedeeld in de volgende 8 districten:
- Jirapa/Lambussie District
- Lawra District
- Nadowli District
- Sissala East District
- Sissala West District
- Wa East District
- Wa Municipal District
- Wa West District

Ashanti · Brong-Ahafo · Central · Eastern · Greater Accra · Northern · Upper East · Upper West · Volta · Western